# East Globe
East Globe – jednostka osadnicza w Stanach Zjednoczonych, w stanie Arizona, w hrabstwie Gila.